# Georges Moustaki (Album, 1961)
Georges Moustaki (auch: Les Orteils au soleil, nach dem ersten Titel) ist das erste Studioalbum des französischen Chansonisten Georges Moustaki. Es erschien im März 1961 auf dem Label Ducretet Thomson. Ursprünglich als 10"-Album auf Schallplatte veröffentlicht, erschien es nach dem Tod Moustakis 2013 erstmals auf CD.

## Titelliste
| Nr. | Titel                         | Seite |
| --- | ----------------------------- | ----- |
| 1   | Les Orteils au soleil         | A     |
| 2   | Les Musiciens                 | A     |
| 3   | Près de chez moi              | A     |
| 4   | Eden Blues                    | A     |
| 5   | Le Jugement dernier           | B     |
| 6   | De Shanghai à Bangkok         | B     |
| 7   | Ce n'est pas la première fois | B     |
| 8   | J'attends le jour             | B     |

## Kompositionen
Das Album ist eine Sammlung von Eigeninterpretationen von Chansons, die Moustaki ursprünglich für andere Künstler geschrieben hatte. So stammen alle Lieder ausschließlich aus seiner Feder, einzig den Text zu Le Jugement dernier schrieb Georges Brunon. Co-Komponist bei De Shanghai à Bangkok war Claude-Henri Vic.
Wie bereits zuvor den Titel Milord hatte Moustaki das Lied Eden Blues eigentlich für Édith Piaf geschrieben, die er über den gemeinsamen Freund Henri Criolla kennengelernt und mit der er zuvor eine kurze Liebesaffaire hatte. Auch den Titel Eden Blues hatte Piaf bereits aufgenommen, bevor Moustaki ihn für sein eigenes Album neu arrangierte. Das Lied De Shanghai à Bangkok wurde später sowohl von Yves Montand als auch von der französischen Sängerin Barbara neu interpretiert. Für Piaf und Barbara sollten im Laufe der Zeit zahlreiche weitere Kompositionen von Moustaki folgen.
Les musiciens erschien ein Jahr vor dieser Veröffentlichung auf dem Album Colette Renard à l'Olympia von Colette Renard, das Stück Le jugement dernier wurde 1959 bereits in der Version von Hugues Aufray bekannt.

## Produktion
Die Orchesterparts der Produktion wurden von André Livernaux arrangiert. Sie sollten später stilprägend für die Produktionen der häufig balladesken Chansons von Moustaki werden.

## Rezeption
Die auf dem Album enthaltenen Titel markieren zum Teil Meilensteine des französischen Chansons. Doch obwohl viele dieser Titel anderen Chansonniers große Erfolge bescherten, blieben Moustakis eigene Aufnahmen zunächst hinter den Erwartungen des Labels zurück. Angesichts der schlechten Verkaufszahlen kündigte Ducretet Thomson 1966 seinen Vertrag. Das 1969 bei Polydor veröffentlichte, ebenfalls selbstbetitelte Album brachte dann mit der dritten Single-Auskopplung Le métèque den gewünschten Erfolg. Im Rückblick wird deshalb fälschlicherweise das 1969er Album häufig als Debütalbum betitelt. Das in Vergessenheit geratene Erstlingswerk konnte erst 2016 mit der von RDM veröffentlichten Wiederauflage von den Fans neu entdeckt werden.